# راسل آزمن
راسل آزمن (به انگلیسی: Russell Osman) (تلفظ: [ɒzmən]) بازیکن فوتبال زادهٔ ۱۴ فوریه ۱۹۵۹ اهل کشور انگلستان بود که سابقهٔ بازی در تیم ملی فوتبال انگلستان را در کارنامهٔ خود دارد. وی در تاریخ ۳۱ مه ۱۹۸۰ نخستین بازی ملی خود را در مقابل تیم ملی فوتبال استرالیا انجام داد و با حضور در ۱۱ بازی ملی، در تاریخ ۲۱ سپتامبر ۱۹۸۳ واپسین بازی ملی‌اش را در برابر تیم ملی فوتبال دانمارک برگزار کرد.